# Mazda CX-90

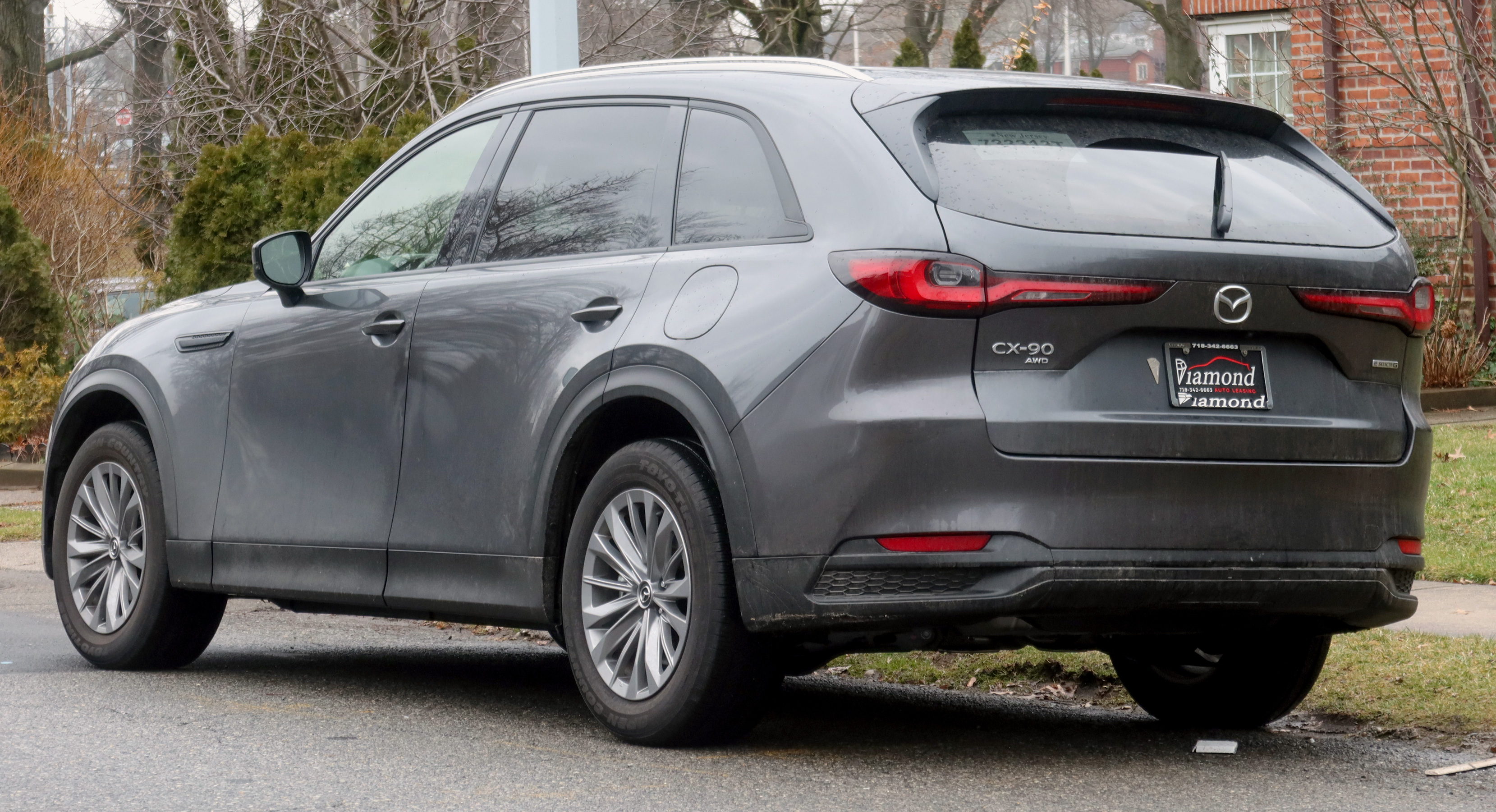
Heckansicht

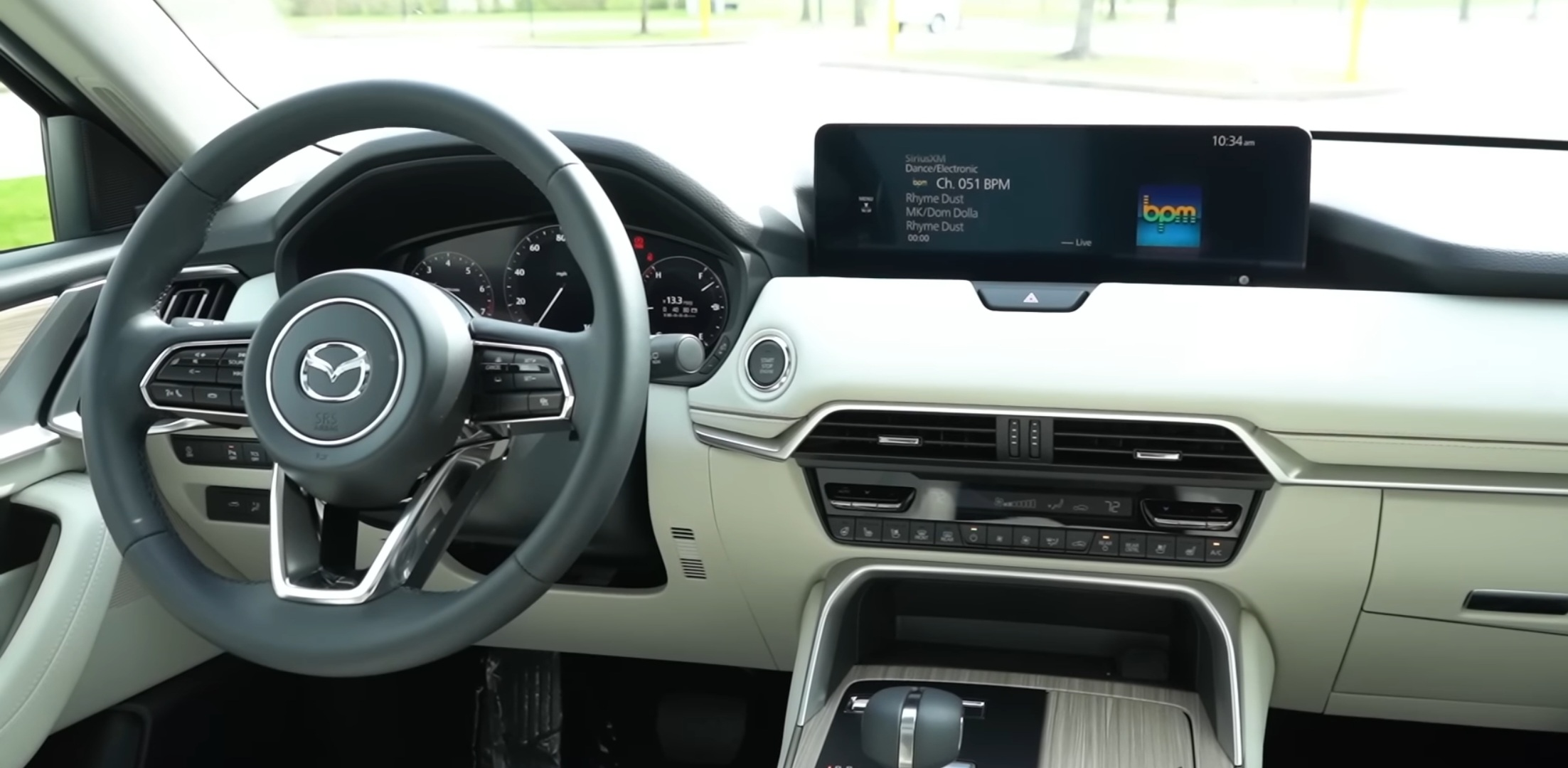
Innenraum

Der Mazda CX-90 ist ein Sport Utility Vehicle des japanischen Automobilherstellers Mazda.

## Geschichte
Mazda hat sich bereits 2019 die Nomenklatur-Kombination von CX-10 bis CX-90 schützen lassen und angekündigt, das Modellportfolio ausbauen zu wollen. Für die USA und einige Nicht-EU-Länder sind der CX-50, der -70 und -90 vorgesehen, während in der EU der CX-60 und -80 angeboten werden. Technisch ähneln sich alle Modelle, sind aber auf die jeweiligen Marktansprüche angepasst. Im Portfolio stellt der CX-90 als Nachfolgemodell des CX-9 das größte SUV von Mazda in den USA dar. Er wurde am 31. Januar 2023 für den nordamerikanischen und australischen Markt sowie den Nahen Osten vorgestellt.

## Technik
Wie der CX-60 basiert auch der CX-90 auf der neuen „Large-Platform“-Architektur, die neben dem Plug-in-Hybrid-Antrieb auch Reihensechszylindermotoren ermöglicht. Immer wird der Verbrennungsmotor dabei längs eingebaut. Verfügbar sind ein 2,5-Liter-Reihenvierzylinder-Plug-In-Hybrid mit einer Systemleistung von 241 kW (327 PS) und 500 Nm Drehmoment sowie ein 3,3-Liter-Reihensechszylinder in zwei verschiedenen Leistungsstufen, der als Mild-Hybrid 209 bzw. 254 kW (284 bzw. 345 PS) bietet. Das Drehmoment beträgt maximal 450 bzw. 500 Nm. Letzterer stellt somit auch die bisher stärkste Motorisierung in einem Serienfahrzeug von Mazda dar. In Australien ist zudem ein 3,3-Liter-Turbodieselmotor mit einer Leistung von 187 kW (254 PS) und 550 Nm Drehmoment verfügbar. Allradantrieb und eine 8-Stufen-Automatikgetriebe ist bei allen Versionen serienmäßig.

## Technische Daten
|                                             | e-Skyactiv-G 3.3                  | e-Skyactiv-G 3.3                  | e-Skyactiv D 3.3 (1)         | e-Skyactiv PHEV 2.5 AWD             |
| Bauzeitraum                                 | seit 02/2023                      | seit 02/2023                      | seit 02/2023                 | seit 02/2023                        |
| Motorkenndaten                              |                                   |                                   |                              |                                     |
| Motortyp                                    | R6-Ottomotor                      | R6-Ottomotor                      | R6-Dieselmotor               | R4-Ottomotor + Elektromotor         |
| Motoraufladung                              | Turbolader                        | Turbolader                        | Turbolader                   | —                                   |
| Hubraum                                     | 3283 cm³                          | 3283 cm³                          | 3283 cm³                     | 2488 cm³                            |
| Verdichtungsverhältnis                      | 12,0 : 1                          | 12,0 : 1                          | 15,2 : 1                     | 13,0 : 1                            |
| max. Leistung Verbrennungsmotor             | 209 kW (284 PS) bei 5000–6000/min | 254 kW (345 PS) bei 5000–6000/min | 187 kW (254 PS) bei 3750/min | 141 kW (192 PS) bei 6000/min        |
| max. Elektroleistung                        | —                                 | —                                 | —                            | 129 kW (175 PS) bei 5500/min        |
| max. Systemleistung                         | —                                 | —                                 | —                            | 241 kW (327 PS)                     |
| max. Drehmoment Verbrennungsmotor           | 450 Nm bei 2000–3500/min          | 500 Nm bei 2000–4500/min          | 550 Nm bei 1500–2400/min     | 260 Nm bei 4000/min                 |
| max. Drehmoment Elektromotor                | —                                 | —                                 | —                            | 270 Nm bei 400/min                  |
| max. Systemdrehmoment                       | —                                 | —                                 | —                            | 500 Nm                              |
| Kraftübertragung                            |                                   |                                   |                              |                                     |
| Antrieb                                     | Allradantrieb                     | Allradantrieb                     | Allradantrieb                | Allradantrieb                       |
| Getriebe                                    | 8-Stufen-Automatikgetriebe        | 8-Stufen-Automatikgetriebe        | 8-Stufen-Automatikgetriebe   | 8-Stufen-Automatikgetriebe          |
| Messwerte                                   |                                   |                                   |                              |                                     |
| Leergewicht                                 | 2136 kg                           | 2222 kg                           | 2211 kg                      | 2378 kg                             |
| Höchstgeschwindigkeit                       | 204 km/h                          | 210 km/h                          | k. A.                        | 190 km/h                            |
| Beschleunigung, 0–100 km/h                  | 7,6 s                             | 6,9 s                             | k. A.                        | k. A.                               |
| Kraftstoffverbrauch auf 100 km (kombiniert) | 9,4 l Super                       | 9,4 l Super                       | 5,4 l Diesel                 | k. A.                               |
| CO2-Emission (kombiniert)                   | k. A.                             | k. A.                             | k. A.                        | k. A.                               |
| Tankinhalt                                  | 70 l                              | 74 l                              | 74 l                         | 70 l                                |
| Batterie                                    | —                                 | —                                 | —                            | Lithium-Ionen-Akkumulator: 17,8 kWh |
| elektr. Reichweite                          | —                                 | —                                 | —                            | k. A.                               |
| Abgasnorm                                   | ULEV50                            | ULEV50                            | k. A.                        | SULEV30                             |